# Fanedanu (Lahusa)
Fanedanu is een bestuurslaag in het regentschap Nias Selatan van de provincie Noord-Sumatra, Indonesië. Fanedanu telt 883 inwoners (volkstelling 2010).